# Menomena
Menomena – amerykańska grupa muzyczna z Portland w stanie Oregon, powstała w 2000 roku. Muzyka grupy oscyluje wokół nurtów indie rock, oraz rocka awangardowego. Nazwa "Menomena" nie ma konkretnego znaczenia, choć zakłada się, że odnosi się do piosenki emitowanej w The Muppet Show - autorstwa Umiliani Piero "Mah Na Mah Na".

## Dyskografia

### Albumy
- I Am the Fun Blame Monster! CD/LP (2003)
- Under an Hour CD (2005)
- Friend and Foe CD/LP (2007)
- Mines CD/LP (2010)